# Піраміда в Сейлі
Піраміда в Сейлі розташована на горі між Фаюмом і Нілом, приблизно в 6 км на північ від залізниці, що з'єднує міста Васта і Фаюм. Була виявлена в 1898 році Людвігом Борхардтом. А в 1987 році зі східного боку піраміди були знайдені фрагменти вівтаря і дві стели, одна з яких містила картуш фараона Снофру.
Архітектура цієї піраміди свідчить про те, що вона передувала таким пірамід Снофру, як піраміда в Мейдумі, Ламана піраміда і Рожева піраміда. Її сторони майже точно спрямовані на 4 сторони світу. Таким чином вона стала першою успішною спробою в будівництві пірамід.
Для будівництва використовувався місцевий вапняк, пісок і скріплюючі розчини. 
Припускається, що у піраміди відсутні внутрішні приміщення. 
- Довжина сторони основи: ≈ 25 м
- Висота (нині): ≈ 6,80 м
- Кут нахилу: 76°
- Число ступенів: 4
- Помилка орієнтації сторін до сторін світу: ≈ 0,5° (північно-західна сторона має відхилення на ≈ 12°)

Подібні цій піраміди були знайдені в Південному Едфу, Елефантині, Ель-Куле, Омбосе, Саужет Ель-Мейтіні і Сінкі — всі ці сім пірамід дуже схожі: вони віддалені від великих центрів Єгипту, мають східчасту форму і про них зовсім нічого невідомо. 

## Список погано вивчених пірамід
- Піраміда в Елефантині (Pyramide d'Éléphantine)
- Піраміда в Зауєт Ель-Мейтін (Pyramide de Zaouiet el-Meïtin)
- Піраміда в Сінкі (Pyramide de Sinki)
- Піраміда в Сейлі (Pyramide de Seïlah)
- Піраміда в Нагада (Pyramide de Nagada або Pyramide von Ombos)
- Піраміда в Едфу (Pyramide d'Edfou або Pyramide von Edfu-Süd)
- Піраміда в Аль-Кула (Pyramide d'Al-Koula)